# Mikałaj Dziemianciej
Mikałaj Iwanawicz Dziemianciej (biał. Мікалай Іванавіч Дземянцей, ros. Николай Иванович Дементей; ur. 25 maja 1930 w Chotlinie, zm. 10 lipca 2018 w Żdanowiczach) – białoruski działacz partyjny i państwowy, w latach 1990–1991 przewodniczący Rady Najwyższej Białoruskiej SRR.

## Życiorys
W 1956 został głównym agronomem rejonu połockiego. W 1959 ukończył studia na Białoruskiej Akademii Rolniczej.
Do KPZR wstąpił w 1957. W latach 1958–1963 pełnił obowiązki instruktora obwodowego komitetu KPB w Witebsku. Był również II sekretarzem komitetu rejonowego partii w tym mieście oraz przewodniczącym Rejonowego Komitetu Wykonawczego. W 1964 ukończył Wyższą Szkołę Partyjną przy KPZR. W tym samym roku został instruktorem i wiceprzewodniczącym komitetu obwodowego w Witebsku. Dwa lata później objął stanowisko I sekretarza rejonu uszackiego KPB. W 1974 został sekretarzem komitetu obwodowego KPB w Witebsku. Od 1971 do 1976 piastował stanowisko zastępcy członka (kandydata) KC KPB. W kwietniu 1979 objął funkcję sekretarza oraz członka KC KPB.
W 1977 po raz pierwszy zasiadał w ławach Rady Najwyższej Białoruskiej SRR. Mandat sprawował do 1995. Od 19 maja 1990 do 25 sierpnia 1991 stał na czele Rady jako jej przewodniczący (formalnie: głowa państwa białoruskiego). Pod jego przewodnictwem Rada uchwaliła deklarację o suwerenności państwowej Białoruskiej SRR.